# Бевке
Бевке (словен. Bevke) — поселення в общині Врхника, Осреднєсловенський регіон, Словенія. 
Висота над рівнем моря: 286,7 м.